# مایک بوسکنس
مایک بوسکنس (انگلیسی: Mike Büskens؛ زادهٔ ۱۹ مارس ۱۹۶۸) بازیکن سابق و مربی فوتبال اهل آلمان است.
از باشگاه‌هایی که در آن بازی کرده‌است می‌توان به دویسبورگ، شالکه ۰۴ و فورتونا دوسلدورف اشاره کرد.